# Форёсунд (пролив)
Форёсунд (швед. Fårösund) — пролив между шведским островами Готланд и Форё.
Длина пролива составляет примерно 8 км, ширина варьируется от 1,5 до 4 км. Глубина в его северо-западной части всего 3,3 м, в юго-восточной — 6,5 м.
Ещё в 1712 году для защиты юго-восточного входа в пролив на южном берегу напротив Скарвагрунна была возведена артиллерийская батарея, а на Бунгенесе блокгауз для двух восьмифунтовых орудий. После заключения в 1721 году Ништадтского мира укрепления пришли в упадок. В последней четверти XIX века тут была возведена новая батарея, несколько меньшая была построена и у северо-западного входа в пролив. Тогда же несколько южнее была возведена и третья батарея. В 1900—1902 годах первые две были перестроены и снабжены более современными орудиями.